# نعمت عون
نعمت عون هي زوجة الرئيس اللبناني جوزاف عون والسيدة اللبنانية الأولى بدءًا من 9 يناير 2025.

## سيرتها
ولدت ونشأت في لبنان وهي من منطقة الشياح في الضاحية الجنوبية لبيروت، والدها إلياس نعمة عمل موظفا في شركة طيران الشرق الأوسط ولديها شقيقتان، تانيا ولينا.
درست وعملت في مجال العلاقات العامة، وشغلت منصب رئيسة قسم البروتوكول والعلاقات العامة في الجامعة اللبنانية الأمريكية مدة 23 عاما.
يُشار بأنها متزوجة من الرئيس اللبناني جوزاف عون ولديهما ابن وابنة هما خليل ونور.